# إدوارد نيكولا
إدوارد نيكولا (بالرومانية: Eduard Nicola)‏ (20 مايو 1983 في رومانيا - ) هو لاعب كرة قدم روماني في مركز الدفاع. لعب مع جامعة كلوج ورابيد بوخارست ونادي أسترا جورجو وSCM Râmnicu Vâlcea ‏ وCS Brănești ‏ وCS Inter Gaz București ‏ وLPS HD Clinceni ‏ وبولي تيميشوارا ‏ وCSU Voința Sibiu ‏ وFC Gloria Buzău ‏.

## وصلات خارجية
- إدوارد نيكولا على موقع قاعدة بيانات كرة القدم.إي يو (الإنجليزية)
- إدوارد نيكولا على موقع Soccerway.com (الإنجليزية)